# TRIPS
TRIPS (Agreement on Trade-Related Aspects of Intellectual Property Rights) är en internationell överenskommelse som reglerar handelsfrågor vad gäller immaterialrätt. Den omfattar upphovsrätt, patent, varumärken, företagshemligheter, industridesign, geografisk information och kretskortarkitektur.
Överenskommelsen förhandlades fram år 1994 som ett tillägg till GATT-avtalet och utgör i dag grunden för den verksamhet som Världshandelsorganisationen (WTO) bedriver. Tillägget var ett resultat av intensiv lobbying från amerikanskt håll, men hade starkt stöd från EU, Japan och andra inflytelserika handelsnationer. Alla stater som önskar bli medlemmar i WTO måste ratificera TRIPS.